# Czesław Uhl
Czesław Uhl (ur. 13 sierpnia 1958) – polski lekkoatleta, specjalizujący się w rzucie oszczepem.
Dwukrotny medalista mistrzostw kraju, reprezentant Polski i czołowy oszczepnik lat 80. XX wieku. Przez całą karierę bronił barw Oleśniczanki. Rekord życiowy: 77,64  (7 maja 1989, Wrocław).